# Giọng ải giọng ai (mùa 1)
Mùa đầu tiên của chương trình trò chơi truyền hình về âm nhạc Giọng ải giọng ai được phát sóng trên kênh HTV7 từ ngày 5 tháng 11 năm 2016 đến ngày 4 tháng 3 năm 2017.

## Luật chơi

### Các vòng thi
Chương trình có 3 vòng thi. 7 giọng ca bí ẩn sẽ xuất hiện trên sân khấu. Trong số họ sẽ có những người có giọng hát hay và những người hát không hay. Sau 3 vòng thi, đội nào chọn được chính xác thí sinh hát hay sẽ giành chiến thắng chung cuộc.

#### Vòng hoá thân
Hai đội chơi sẽ được xem những đoạn video clip giới thiệu về nghề nghiệp của 7 giọng ca bí ẩn. Cuối mỗi đoạn clip, hai đội chơi sẽ được nghe một âm thanh (ngắn hơn 1 giây) phát ra từ giọng ca bí ẩn đó. Sau vòng 1, mỗi đội chơi sẽ loại ra 1 giọng ca bí ẩn mà họ cho là hát không hay.

#### Vòng siêu diễn
Hai đội chơi sẽ được nghe 5 giọng ca bí ẩn còn lại hát nhép trên nền nhạc của một đoạn nhạc của những ca sĩ nổi tiếng. Sau vòng 2, mỗi đội chơi sẽ tiếp tục loại ra 1 giọng ca bí ẩn mà họ cho là hát không hay.

#### Vòng lộ diện
Mỗi đội chơi sẽ có 30 giây phỏng vấn 3 giọng ca bí ẩn còn lại. Sau phần phỏng vấn, mỗi đội chơi sẽ chọn 1 giọng ca bí ẩn hát hay để song ca với ca sĩ khách mời của đội đó.

### Giải thưởng
- Người chơi lựa chọn đúng giọng ca hát hay sẽ là người thắng cuộc và nhận được giải thưởng 50 triệu đồng. Nếu hai người chơi đều đoán đúng thì giải thưởng được chia đôi, mỗi người nhận 25 triệu đồng. Nếu cả hai đoán sai thì không ai nhận được giải thưởng.
- Mỗi giọng ca được chọn ở vòng cuối cùng sẽ nhận được giải thưởng 10 triệu đồng, bất kể họ hát hay hay không.

## Danh sách các tập
| Tập | Ngày phát sóng       | Đội chơi                  | Đội chơi                  | Các giọng ca bí ẩn (và số thứ tự đứng, theo thứ tự bị loại) | Các giọng ca bí ẩn (và số thứ tự đứng, theo thứ tự bị loại) | Các giọng ca bí ẩn (và số thứ tự đứng, theo thứ tự bị loại) | Các giọng ca bí ẩn (và số thứ tự đứng, theo thứ tự bị loại) | Các giọng ca bí ẩn (và số thứ tự đứng, theo thứ tự bị loại) | Các giọng ca bí ẩn (và số thứ tự đứng, theo thứ tự bị loại) | Các giọng ca bí ẩn (và số thứ tự đứng, theo thứ tự bị loại) | TK     |
| Tập | Ngày phát sóng       | Trường Giang Ốc Thanh Vân | Trấn Thành Thu Trang      | Thứ tự loại trừ                                             | Thứ tự loại trừ                                             | Thứ tự loại trừ                                             | Thứ tự loại trừ                                             | Thứ tự loại trừ                                             | Giọng ca được chọn                                          | Giọng ca được chọn                                          | TK     |
| Tập | Ngày phát sóng       | Trường Giang Ốc Thanh Vân | Trấn Thành Thu Trang      | Vòng Hóa thân                                               | Vòng Hóa thân                                               | Vòng Siêu diễn                                              | Vòng Siêu diễn                                              | Vòng Lộ diện                                                | Đội Trường Giang Ốc Thanh Vân                               | Đội Trấn Thành Thu Trang                                    | TK     |
| --- | -------------------- | ------------------------- | ------------------------- | ----------------------------------------------------------- | ----------------------------------------------------------- | ----------------------------------------------------------- | ----------------------------------------------------------- | ----------------------------------------------------------- | ----------------------------------------------------------- | ----------------------------------------------------------- | ------ |
| 1   | 5 tháng 11 năm 2016  | Quang Vinh                | Tóc Tiên                  | 5. Nguyễn Lê Minh Dương                                     | 1. Nguyễn Đại Anh Phúc                                      | 3. Nguyễn Minh Trí                                          | 7. Trần Phương Mai                                          | 2. Quỳnh Vy                                                 | 6. Nguyễn Tường Thiên An                                    | 4. Hoàng Yến My                                             | [ 3 ]  |
| 2   | 12 tháng 11 năm 2016 | Trịnh Thăng Bình          | Yến Trang                 | 5. Nguyễn Quang Vũ                                          | 3. Nguyễn Văn Tâm                                           | 6. Lý Quyên Thành                                           | 2. Nguyễn Văn Đức                                           | 7. Hong Suk-ho                                              | 1. Châu Minh Chí                                            | 4. Huỳnh Thị Ngọc Huyền                                     | [ 4 ]  |
| 3   | 19 tháng 11 năm 2016 | Quốc Thiên                | Bích Phương               | 1. Nguyễn Duy Thuận                                         | 6. Lê Minh Hùng                                             | 3. Vũ Văn Vĩnh                                              | 5. Trương Tấn Cường                                         | 4. Nguyễn Hoàng Khâu                                        | 7. Nguyễn Kha Thi                                           | 2. Trần Vi Thiện                                            | [ 5 ]  |
| 4   | 26 tháng 11 năm 2016 | Chi Pu                    | Gil Lê                    | 4. Hồ Thanh Nhân                                            | 2. Nguyễn Thị Thu Trang                                     | 3. Phạm Phương Toàn                                         | 6. Jang Mi                                                  | 5. Huỳnh Ngọc Khánh                                         | 1. Phan Thiên Phú                                           | 7. Nguyễn Dương Em                                          | [ 6 ]  |
| 5   | 3 tháng 12 năm 2016  | Suni Hạ Linh              | Ngô Kiến Huy              | 5. Nguyễn Hoàng Chương                                      | 6. Nam Phương                                               | 4. Đậu Thị Kim Hoàn                                         | 3. Trương Xuân Đạt                                          | 7. Nguyễn Thành Tuấn                                        | 2. Nguyễn Lê Mỹ Anh                                         | 1. An Nguyên                                                |        |
| 6   | 10 tháng 12 năm 2016 | Chi Dân                   | Võ Hạ Trâm                | 5. Sơn Phước Thuận                                          | 2. Nguyễn Trần Minh Tân                                     | 1. Thái Hoàng                                               | 3. Phạm Thị Thu Thảo                                        | 7. Phạm Bùi Trung Hậu                                       | 4. Đỗ Thành Nghiệp                                          | 6. Phương Minh                                              | [ 7 ]  |
| 7   | 17 tháng 12 năm 2016 | Bảo Thy                   | S.T Sơn Thạch (365daband) | 7. Lương Gia Tường                                          | 2. Trần Ngọc Chí Tâm                                        | 1. Phan Phạm Hoàng Minh                                     | 6. Bùi Quang Tấn                                            | 3. Lưu Gia Tài                                              | 5. Vân Phi Yến                                              | 4. Đỗ Anh Khoa                                              | [ 16 ] |
| 8   | 24 tháng 12 năm 2016 | Hương Tràm                | Cao Thái Sơn              | 3. Nguyễn Lê Việt Hùng                                      | 7. Nguyễn Minh Hoàng                                        | 5. Nguyễn Đoàn Thành                                        | 4. Trương Xuân Phương                                       | 1. Phạm Trường Giang                                        | 2. Lương Thị Tuyết Minh                                     | 6. Lê Thị Hảo                                               | [ 17 ] |
| 9   | 31 tháng 12 năm 2016 | Hari Won                  | Trúc Nhân                 | 6. Nguyễn Trường Tín                                        | 1. Sakyrin                                                  | 5. Lương Nguyễn Hải Vinh                                    | 2. Lê Hồ Minh Dương                                         | 4. Hà Phan Minh Nguyệt                                      | 7. Bùi Thị Thúy Vi                                          | 3. Vũ Thị Châu                                              | [ 18 ] |
| 10  | 7 tháng 1 năm 2017   | Dương Triệu Vũ            | Bảo Anh                   | 2. Trần Bảo Châu                                            | 5. Lê Thanh Hải                                             | 1. Nguyễn Tấn Đạt                                           | 4. Nguyễn Ngọc Sơn                                          | 3. Đỗ Quyên                                                 | 7. Nguyễn Việt Tùng                                         | 6. Nguyễn Thị Tuyết Trinh                                   | [ 19 ] |
| 11  | 14 tháng 1 năm 2017  | Lương Bích Hữu            | Hồ Quang Hiếu             | 3. Trần Gia Bắc                                             | 2. Mai Phúc Duy                                             | 7. Trịnh Thị Thu Hương                                      | 1. Nguyễn Thị Thúy Hằng                                     | 6. Đinh Vĩnh Khang                                          | 5. Tùng Anh                                                 | 4. Thanh Nguyễn                                             | [ 20 ] |
| 12  | 21 tháng 1 năm 2017  | Đại Nhân                  | Hương Giang               | 4. Nguyễn Thị Khánh Ly                                      | 3. Trần Trung Thuận                                         | 1. Nguyễn Hoàng Tuấn                                        | 5. Trương Trí Trung                                         | 7. Lê Nguyễn Quốc Vũ                                        | 6. Nguyễn Phúc Lợi                                          | 2. Ngọc Trầm                                                | [ 21 ] |
| 13  | 28 tháng 1 năm 2017  | Lê Giang                  | Hữu Quốc                  | 5. Hứa Thông                                                | 6. Lê Phương Uyên                                           | 1. Hoàng Khởi                                               | 2. Lê Hồng Trang                                            | 7. Tống Thị Yên Nhi                                         | 4. Lê Văn Hậu                                               | 3. Trịnh Thị Hoài Lang                                      | [ 22 ] |
| 14  | 4 tháng 2 năm 2017   | Thái Trinh                | Bùi Anh Tuấn              | 5. Lưu Đăng Khoa                                            | 3. Tăng Phúc                                                | 4. Nguyễn Trung Tín                                         | 6. Nguyễn Hải Ninh                                          | 7. Võ Trọng Bổn                                             | 2. Lương Thị Ngọc Nguyên                                    | 1. Mai Hồng Phát                                            | [ 23 ] |
| 15  | 11 tháng 2 năm 2017  | Chí Thiện                 | Hoàng Yến Chibi           | 2. Lâm Tân Phát                                             | 5. Trần Thị Minh Giang                                      | 6. Phạm Huỳnh Hiếu Thiện                                    | 3. Nguyễn Kim Khánh                                         | 7. Lê Thị Ly Na                                             | 4. Võ Đức Trí                                               | 1. Nguyễn Thùy Diệu Tuyết                                   | [ 24 ] |
| 16  | 18 tháng 2 năm 2017  | Phạm Hồng Phước           | Ái Phương                 | 1. Đoàn Tuấn                                                | 7. Vũ Thắng                                                 | 4. Vũ Thị Thùy Nhung                                        | 3. Trần Hoài Phong                                          | 5. Phạm Hoàn Thành                                          | 6. Phan Thị Hồng Diễm                                       | 2. Vũ Thị Vân Mơ                                            | [ 25 ] |
| 17  | 25 tháng 2 năm 2017  | Nguyễn Hải Phong          | Thu Minh                  | 3. Ngô Anh Dũng                                             | 4. Võ Hạ Trinh                                              | 2. Nguyễn Phước Khánh                                       | 1. Nguyễn Thị Thùy Linh                                     | 6. Lê Thành Vũ                                              | 7. Huỳnh Thị Chúc Mai                                       | 5. Trần Thị Thúy Tiên                                       | [ 26 ] |
| 18  | 4 tháng 3 năm 2017   | Bạch Công Khanh           | Hòa Minzy                 | 1. Dương Minh Thái                                          | 3. Trần Hoàng Gia An                                        | 5. Lý Yến Phương                                            | 4. Nguyễn Hoàng Sang                                        | 2. Lê Thị Kim Na                                            | 6. Nguyễn Phạm Tuấn Anh                                     | 7. Jessica Lê                                               | [ 27 ] |